# Neill Blomkamp

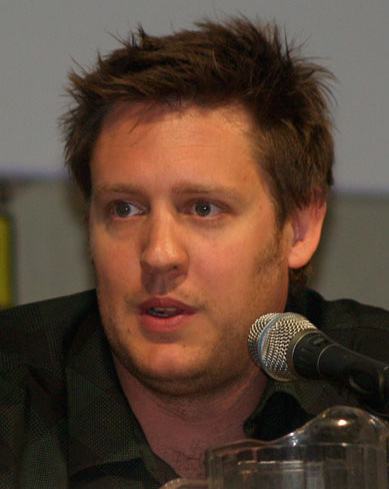
Neill Blomkamp auf der San Diego Comic-Con International 2009

Neill Blomkamp (* 17. September 1979 in Johannesburg) ist ein südafrikanischer Regisseur, Drehbuchautor und Produzent von TV-Spots, Kurzfilmen und Spielfilmen. Bekanntheit erlangte er durch den Science-Fiction-Film District 9.

## Leben
Blomkamp begann mit 17 Jahren in Südafrika als professioneller Trickfilmzeichner bei Deadtime unter Simon Hansen und Sharlto Copley, letzterer übernahm später in allen drei Kinoproduktionen von Blomkamp eine Hauptrolle. 1997 zog seine Familie nach Vancouver in Kanada, wo er sich dann in die Vancouver Film School einschrieb. 2003 wurde er beauftragt, fotorealistische Flugzeuge aus der Zukunft für die populären Wissenschaften der „Next Century in Aviation“ zu illustrieren. 2004 bekam er einen Auftrag zur Illustration von „The Future of the Automobile“.
Blomkamp arbeitete dann als Künstler für visuelle Effekte bei der The Embassy Visual Effects in Vancouver und der Rainmaker Digital Effects.
Sein Durchbruch gelang Blomkamp 2007 als Regisseur der Trilogie Landfall von Live-Action-Kurzfilmen, welche im Halo-Universum spielen, um für die Veröffentlichung von Halo 3 zu werben. Halo: Combat, der zweite Film der Landfall-Trilogie, gewann den Cannes Lions 2008 – Film Lions Grand Prix.
Daraufhin wurde Blomkamp die Regie für seinen ersten Spielfilm angeboten, eine Adaptation des Videospiels Halo. Dessen Finanzierung scheiterte jedoch an Unstimmigkeiten zwischen Universal Pictures und 20th Century Fox. Peter Jackson, der Produzent des Projekts, bot Blomkamp stattdessen an, District 9 zu produzieren, eine Adaptation des Kurzfilms Alive in Joburg aus dem Jahr 2005 von Spy Films, bei dem Neill Blomkamp, Sharlto Copley, Simon Hansen und Shanon Worley die Regie führten.
Bei District 9 führte Blomkamp Regie und Copley spielte die Hauptrolle; er wurde Mitte August 2009 veröffentlicht und von den Kritikern hoch gelobt. Blomkamp benutzt für seinen dokumentarischen Stil meistens die Handkameraperspektive, die Cinéma-vérité-Technik und eine Mischung aus naturnahen sowie fotorealistischen computergenerierten Effekten.
Blomkamps zweiter Kinofilm heißt Elysium und behandelt ebenfalls ein düsteres Science-Fiction-Setting. Die Dreharbeiten begannen im Juli 2011. Der Film erschien am 9. August 2013. Im März 2015 folgte der dritte Spielfilm Chappie. Bei allen seinen bisherigen Filmen arbeitete er mit dem Kameramann Trent Opaloch zusammen.
Im Februar 2015 wurde bekannt gegeben, Blomkamp werde einen fünften Alien-Film inszenieren, in dem auch die Rückkehr von Ellen Ripley stattfinden würde. Im Oktober des gleichen Jahres wurde das Projekt abgebrochen. Blomkamp selbst bringt diese Entwicklung mit den schlechten Kritiken zu Chappie in Verbindung. Es war nach Halo das zweite Mal, dass ein großes Filmprojekt unter der geplanten Regie von Blomkamp schlussendlich nicht realisiert wurde. 2019 wurde er dann noch mit einer Fortsetzung zu Robocop in Verbindung gebracht, auch hier ohne Ergebnis.
Am 14. Juni 2017 veröffentlichten die amerikanisch-kanadischen Oats Studios von Neill Blomkamp den Military-Science-Fiction-Kurzfilm Rakka kostenlos auf YouTube und Steam. Er stellt den ersten Kurzfilm aus einer ersten Reihe, Volume 1 genannten, experimentellen – inhaltlich nicht zusammenhängender – Kurzfilmreihe der Oats Studios dar. Ab der zweiten Kurzfilmreihe sollen diese kostenpflichtig veröffentlicht werden. Mit Demonic realisierte er 2021 einen Low-Budget-Horrorfilm. 2023 folgte Gran Turismo, eine Verfilmung der gleichnamigen Computerspielreihe und zugleich des Lebens von Rennfahrer Jann Mardenborough.
Blomkamp lebt in Vancouver und ist mit der kanadischen Drehbuchautorin Terri Tatchell verheiratet, welche mit ihm zusammen die Drehbücher für Yellow und District 9 schrieb.

## Filmografie (Auswahl)

### Kinofilme
- 2009: District 9 (Autor, Regisseur)
- 2013: Elysium (Autor, Regisseur, Produzent)
- 2015: Chappie (Autor, Regisseur, Produzent)
- 2021: Demonic (Autor, Regisseur, Produzent)
- 2023: Gran Turismo (Regisseur)

### Kurzfilme
- 2005: Tetra Vaal (Regisseur, Visual FX)
- 2005: Alive in Joburg (Regisseur, Visual FX)
- 2006: Yellow (Regisseur, Visual FX)
- 2006: Tempbot (Regisseur)
- 2007: Halo: Landfall (Regisseur)
- 2017: Rakka (Regisseur, Drehbuch)
- 2017: Cooking With Bill: Damasu 950 (Regisseur, Drehbuch)
- 2017: Firebase (Regisseur, Drehbuch)
- 2017: God: Serengeti (Regisseur, Drehbuch)
- 2017: Cooking With Bill: Sushi (Regisseur, Drehbuch)
- 2017: Cooking With Bill: PrestoVeg (Regisseur, Drehbuch)
- 2017: Cooking With Bill: Smoothie (Regisseur, Drehbuch)
- 2017: Zygote (Regisseur, Drehbuch)
- 2017: Kapture: Fluke (Regisseur, Drehbuch)
- 2017: ADAM: The Mirror (Regisseur, Drehbuch)
- 2017: ADAM: Episode 2 (Regisseur, Drehbuch)
- 2017: ADAM: Episode 3 (Regisseur, Drehbuch)
- 2017: Praetoria (Regisseur, Drehbuch)
- 2017: Gdansk (Regisseur, Drehbuch)
- 2018: God: City (Regisseur, Drehbuch)
- 2019: Anthem: Conviction (Regisseur, Drehbuch)

### Werbespots
- 2003: Nike – Crab[5] / Evolution (2004)[6]
- 2004: Citroën C4 – Alive with technology[7]
- 2006: Gatorade Rain[8]

### Andere Arbeiten
- 1998: Stargate – Kommando SG-1 (3D-Trickzeichner)
- 1998: First Wave – Die Prophezeiung (First Wave, 3D-Trickzeichner)
- 1998: Mercy Point (3D-Trickzeichner)
- 1999: Erdbeben-Inferno: Wenn die Welt untergeht (3D-Trickzeichner)
- 2000: Dark Angel (leitender Trickzeichner)
- 2001: Art of Dying – Day Survive (Musikvideo, Regisseur, Visual FX)
- 2001: Crime is King (leitender 3D-Trickzeichner)
- 2001: Smallville (3D-Trickzeichner)
- 2005: BV-01 (besonderer Dank an)
- 2006: Best Ever Ads 2 (als er selbst)
- 2008: Crossing the Line (zusätzlicher Regisseur)

## Auszeichnungen
- 2004: First Boards Awards – „One of the top five directors to watch“
- 2004: Cannes Lions International Advertising Festival – „Saatchi & Saatchi New Directors Showcase“
- 2004: Shark Awards (Shortlist)
- 2005: VES Awards „Outstanding VFX in a commercial“ für Citroen – Alive with technology
- 2008: Cannes Lions 2008 – Film Lions – Grand Prix – Halo: Combat
- 2009: Nebula Award „Best Script (Bestes Drehbuch)“ für District 9 (zusammen mit Terri Tatchell)
- 2010: Oscar-Nominierung in der Kategorie „Bestes adaptiertes Drehbuch“ für District 9